# Willem van Schendel
Willem Antonius Marie van Schendel (Den Haag, 28 augustus 1950 – Amsterdam, 8 februari 2024) was een Nederlands jurist en raadsheer in de Hoge Raad der Nederlanden.
Van Schendel studeerde rechtsgeleerdheid aan de Universiteit Leiden van 1968 tot 1973. In 1982 promoveerde hij aan diezelfde universiteit bij Auke Bloembergen op het proefschrift Vertegenwoordiging in privaatrecht en bestuursrecht. Na zijn promotie werd hij gerechtsauditeur bij de Rechtbank Rotterdam, waar hij een jaar later benoemd werd tot rechter. In 1988 stapte hij over naar het Gerechtshof Amsterdam, waar hij in 1997 vicepresident werd. Naast zijn baan als rechter was hij onder andere redacteur van de losbladige uitgave Contractenrecht en lid van de Raad van Toezicht van het Van Gogh Museum. Op 22 juni 2001 werd hij voorgedragen als raadsheer in de Hoge Raad, ter vervanging van Fons Orie, die benoemd werd tot rechter in het Joegoslaviëtribunaal. Van Schendel werd op 8 november van dat jaar benoemd tot raadsheer, en vanaf 1 februari 2012 was hij vicepresident van de Hoge Raad, als opvolger van Freek Koster. Op 1 september 2020 trad Van Schendel af als vicepresident van de Hoge Raad wegens het bereiken van de leeftijd van 70 jaar; hij werd opgevolgd als vicepresident door Vincent van den Brink.
In 2022 werd hij samen met collega-oud-vicepresident Ernst Numann beëdigd als plaatsvervangend lid van het Gemeenschappelijk Hof van Justitie van Aruba, Curaçao, Sint Maarten en van Bonaire, Sint Eustatius en Saba. In 2023 was Van Schendel voorzitter van een commissie van de Nederlandse orde van advocaten die de verkiezingsprogramma's van politieke partijen toetste op rechtsstatelijkheid.
Van Schendel overleed in februari 2024 op 73-jarige leeftijd.
- International Standard Name Identifier: 0000 0000 2665 6359
- Library of Congress Control Number: n82210036
- Nederlandse Thesaurus van Auteursnamen: 069069212
- Parlement.com: vj2menqmw0zz
- Réseau des bibliothèques de Suisse occidentale: 02-A012389695
- Virtual International Authority File: 33355887
- WorldCat: E39PBJdCkbfMdMHpdKJj7pR7pP